# Souznění
Souznění je název pro mezinárodní festival adventních a vánočních zvyků, koled a řemesel. Koná se každoročně v předvánočním čase v Moravskoslezském kraji od roku 1999, kdy kulturní soubor Valašský vojvoda připravil program pro předání vánočního stromu ve Vatikánu. Organizaci zajišťuje ostravsko-opavská diecéze.